# Simple Man (album)
Pour les articles homonymes, voir Simple Man.
Albums de Klaus Nomi
Klaus Nomi
(1981) Encore
(1983)
Singles
1. Simple Man / Death
Sortie : 1982
2. Ding Dong / ICUROK
Sortie : 1982

Simple Man est le second album du contreténor allemand Klaus Nomi, sorti en 1982.

## Liste des titres
| 1.    | From Beyond           | John Dowland                          | 2:51 |
| 2.    | After the Fall        | Kristian Hoffman                      | 4:43 |
| 3.    | Just One Look         | Gregory Carroll, Doris Payne          | 3:19 |
| 4.    | Falling in Love Again | Friedrich Hollaender, Sammy Lerner    | 2:39 |
| 5.    | ICUROK                | George Elliott                        | 4:24 |
| 6.    | Rubberband Lazer      | Joey Arias, Anthony Frere             | 4:20 |
| 7.    | Wayward Sisters       | Henry Purcell                         | 1:43 |
| 8.    | Ding Dong             | Harold Arlen, Yip Harburg             | 3:03 |
| 9.    | Three Wishes          | Jamie Daglish, George Elliott, Sierra | 3:18 |
| 10.   | Simple Man            | Kristian Hoffman                      | 4:17 |
| 11.   | Death                 | Henry Purcell                         | 4:18 |
| 12.   | Return                | John Dowland                          | 2:07 |
| 41:20 |                       |                                       |      |